# Neibsheim
Neibsheim ist seit 1972 ein Stadtteil der Großen Kreisstadt Bretten in Baden-Württemberg mit rund 1800 Einwohnern.

## Geschichte
Spuren erster Besiedelungen in der heutigen Gemarkung Neibsheims stammen vermutlich aus dem ersten Jahrhundert nach Christus.
Der heutige Ort selbst wurde unter dem heutigen Namen „Neibsheim“ im Jahr 770 erstmals urkundlich erwähnt. Ab 1365 gehörte das Dorf zum Speyerer Domkapitel.
In den folgenden Jahrhunderten mussten die Bewohner mehrere Auseinandersetzungen über sich ergehen lassen. So machten die Folgen des Dreißigjährigen Krieges dem Dorf schwer zu schaffen. Im Jahr 1674 wurde Neibsheim erneut geplündert. Im Anschluss stand es einige Jahre lang unter französischer Besetzung.
Im Jahr 1802 verließ Neibsheim den Besitz des Speyerer Hochstifts. Ab 1810 führte das 2. Landamt Bruchsal, später das Bezirksamt die Verwaltung. 1936 wurde Neibsheim dem Landkreis Bruchsal zugeordnet. Am 1. März 1972 wurde der Ort nach Bretten eingemeindet und ist heute einer von zehn (inklusive Kernstadt) Ortsteilen.

## Infrastruktur und Wirtschaft

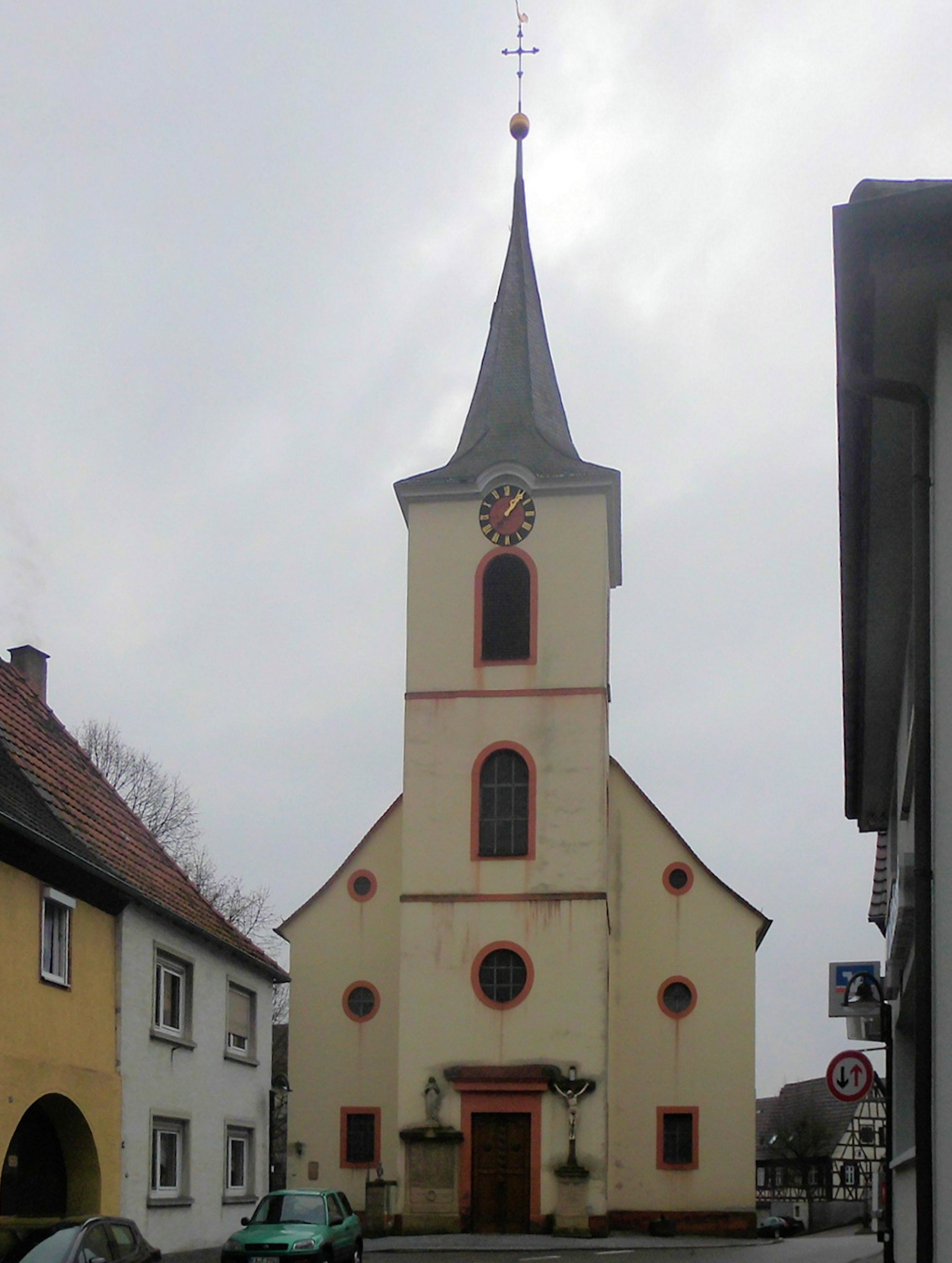
Kirche St. Mauritius

Durch Neibsheim führt die Kreisstraße 3506, eine Schienenverbindung existiert nicht. Die Buslinie 141 des KVV verkehrt von Gondelsheim nach Bretten und zurück.
Im Ort befinden sich eine Bäckereifiliale, mehrere Metzgereien sowie ein Hofladen und zwei Gemüsehändler.
Für Bildungszwecke stehen in Neibsheim ein Kindergarten und die Grundschule zur Verfügung.

## Persönlichkeiten
- Johannes Zürn, Mönch und Kantor des Klosters Herrenalb, Handschriftenschreiber